# Poinson-lès-Nogent
Poinson-lès-Nogent è un comune francese di 158 abitanti situato nel dipartimento dell'Alta Marna nella regione del Grand Est.

## Società

### Evoluzione demografica
Abitanti censiti